# Lee (rzeka w Irlandii)

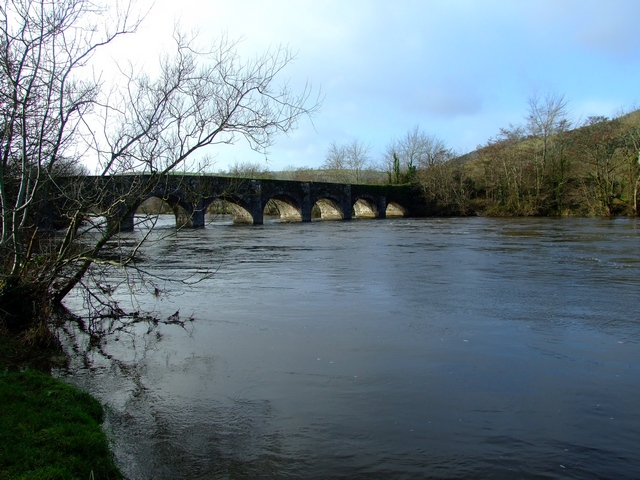
Most niedaleko Ballincollig

Lee (irl. An Laoi) – rzeka w południowej Irlandii. Jej źródła znajdują się w Górach Shehy, na zachodniej granicy hrabstwa Cork, skąd płynie w kierunku wschodnim przez Cork by wpaść do zatoki Cork na Morzu Celtyckim.